# Квалификације за Конкакафов шампионат 1969.
У квалификацијама за Конкакафов шампионат 1969. укупно је учествовало 12 тимова. Костарика, као домаћин, и Гватемала, као бранилац титуле, аутоматски су се квалификовали. Тиме су остала четири слободна места за пласирање. Десет тимова је било подељено у пет група. Најбоље рангирана екипа из сваке групе пласирала се за финални турнир.

## Прелиминарна фаза
Група 1
20. април 1969., Порт о Пренс, Хаити –  Хаити 2 : 0 Сједињене Државе 
11. мај 1969., Сан Дијего, САД –  Сједињене Државе 0 : 1 Хаити 
Хаити се квалификовао са збирним резултатом 3 : 0.
Група 2
21. октобар 1969., Мексико Сити, Мексико –  Мексико 3 : 0 Бермуди 
2. новембар 1969., Хамилтон (Бермуди) –  Бермуди 2 : 1 Мексико 
Мексико се квалификовао са збирном резлтатом 4 : 2.
Група 3
11. април 1969., Kingston, Jamaica –  Јамајка 1 : 1 Панама 
11. мај 1969., Kingston, Jamaica –  Панама 1 : 2 Јамајка 
Јамајка се квалификовала са збирним резултатом 3 : 2.
Група 4
 Хондурас је дисквалификован због Фудбалског рата против Салвадора, па су се  Холандски Антили аутоматски квалификовали на финални турнир.
Група 5
 Салвадор је дисквалификован због Фудбалског рата против Хондураса, па се  Тринидад и Тобаго аутоматски квалификовао на финални турнир.